# حمام جزین
حمام جزین مربوط به سده‌های متاخر اسلامی است و در شهرستان بجستان، روستای جزین واقع شده و این اثر در تاریخ ۲۴ خرداد ۱۳۹۰ با شمارهٔ ثبت ۳۰۲۹۰ به‌عنوان یکی از آثار ملی ایران به ثبت رسیده‌است.